# Vlaicu Bârna
Vlaicu Bârna (n. 4 decembrie 1913, Vaca, Comitatul Hunedoara, Transilvania, azi Crișan, județul Hunedoara – d. 11 martie 1999) a fost un poet, romancier, memorialist, critic literar și traducător român.

## Biografia lui Vlaicu Bârna

### Originea
Vlaicu Bârna s-a născut într-o familie de moți, la 4 decembrie 1913, la Vaca, comitatul Hunedoara, în Transilvania, localitate în care, cu o sută optzeci de ani înainte, se născuse Gheorghe Crișan, unul dintre cei trei conducători ai Răscoalei de la 1784 din Transilvania.

### Studii
Vlaicu Bârna a urmat cursurile Liceului „Avram Iancu” din Brad, iar apoi cele ale Facultății de Litere a Universității din București.

### Activitatea literară și publicistică
Primele versuri i-au apărut publicate în revistele Azi și Viața literară, în anul 1934.
În anul 1936 a publicat placheta de poeme Cabane albe, iar în anul 1940 i-a apărut placheta Brume. Volumul Turnuri, apărut în 1945, continuă, prin tonalitate și tematică, sfera preocupărilor din anii anteriori.  
Ca urmare a Dictatului de la Viena, din 30 august 1940, la București (la 16 februarie 1941) a început să apară publicația Ardealul, sub  conducerea dr. Anton Ionel Mureșeanu, secretar general al Asociației Refugiaților și Expulzaților Români din Ardealul de Nord. Timp de patru ani, publicația „Ardealul” a atras numeroși colaboratori, care au susținut acțiunea de afirmare a drepturilor românești în Transilvania de Nord ocupată, în ciuda cenzurii aspre în vigoare. Printre colaboratorii foarte activi ai Ardealului, alături de alte nume sonore din cultura românească a epocii (Vasile Copilu-Cheatră, Ion Groșanu, Ion Herescu, Ion Vlasiu, Nicolae Brana, Coriolan Gheție, Ion Th. Ilea, Gabriel Țepelea, Mia Jaleș-Marian, Corneliu Coposu, Zaharia Boilă, Ionel Pop, Mihai Petrovici) se afla și Vlaicu Bârna. În nenumărate rânduri, publicația a fost suprimată de cenzură.

## Opera

### Opera originală

#### Volume
- Cabane albe, 1936 (Poeme)
- Brume, 1940 (Poeme)
- Turnuri, 1945 (Poeme)
- Poeme pentru 7 noembrie; autori: Maria Banus, Vlaicu Bârna, Mihai Beniuc... Bucuresti, Editura pentru Literatura si Arta a Uniunii Scriitorilor din R.P.R., 1949
- Minerii din satul lui Crișan. Bucuresti, Editura pentru Literatura si Arta a Uniunii Scriitorilor din Republica Populara Româna, 1949 (Poezii)
- Tulnice în munți, 1950 (Poezii)
- Cerbul roșu, Bucuresti. Editura de Stat pentru Literatura si Arta, 1956 (Poezii)
- Romanul Caterinei Varga[5]. București, Editura Tineretului, 1960 (Roman istoric)
- Arcul aurorii. București, Editura pentru Literatura, 1962  (Roman istoric)
- Când era Horia[6] împărat, 1962 (Roman istoric)
- Ceas de umbră. București, Editura pentru literatură, 1966  (Poeme)
- Pamînt al patriei. București, Editura Militară, 1970 (Poeme)
- Cupa de aur. București, Editura Minerva, 1970
- Corabie de fum. București, Editura Cartea Românească, 1971
- Auster. București, Editura Eminescu, 1973
- Graunțele timpului. București, Editura Cartea Românească, 1976  (Poeme)
- Patria mea, plai al Mioritei. București, Editura Eminescu, 1977
- Sandala lui Empedocle, București, Editura Eminescu, 1980
- Poligonul de tir. București, Editura Cartea Românească, 1984
- Monotonia metronomului. București, Editura Eminescu, 1985
- Cîntec despre țară. Cluj-Napoca, Editura Dacia, 1987
- Între Capșa și Corso, 1998,[7] [ediția a II-a]. București, Editura Albatros, 2005, ISBN 973-24-0584-8 (Memorialistică); [ediția a III-a], Editura Polirom, 2014.

#### Traduceri
- Liuben Karavelov - Povestiri; în româneste de Constantin Velichi ; trad. versurilor de Vlaicu Bîrna. Bucuresti, Editura de Stat pentru Literatura si Arta, 1956;
- Adam Mickiewicz  - Poezii; în româneste de Vlaicu Bârna, Virgil Teodorescu, Miron Radu Paraschivescu. Bucuresti, Editura de stat pentru literatura si arta, 1956;
- Guan Hanqing - Zăpadă în toiul verii (sau Osândirea nedreaptă a lui Dou E (titlul original: în chineză: 感天動地竇娥冤 Gǎn tiān dòng dì dòu é yuān], piesă de teatru, 1958 (traducere și adaptare radiofonică de Vlaicu Bârna);
- Ho Tzin-Ciji - Fata cu părul cărunt: dramă muzicală populară în 5 acte și 15 tablouri; în românește de Natașa Gheorghiu și Vlaicu Bîrna. București, Editura de Stat pentru Literatură și Artă, 1960;
- Luisa Carnés - Juan Caballero; în româneste de: Vlaicu Bârna si Maria Ioanovici. Bucuresti, Editura pentru Literatura Universala, 1964;
- Go Mo-Jo - Ospatul lui Confucius: versuri, povestiri, teatru; trad. de Vlaicu Bârna, Anda Boldur, Alice Gabrielescu si Nina Gafița ; pref. de Al. Oprea. Bucuresti, Editura pentru Literatura Universala, 1965;
- James Matthew Barrie - Peter Pan sau Băiatul care nu vrea să crească mare; traducere din lb. engleză de Vlaicu Bîrna, [București], [Grafica Nouă], 1966;
- Kuzma Ciornîi - Generatia a treia; în româneste de Vlaicu Bârna si Nicolae Guma. Bucuresti, Editura pentru Literatura Universala, 1967;
- Timofei Dmitriev - Vîrtejul verde; în româneste de Vlaicu Bîrna si Ion Porumbaru. Bucuresti, Editura Univers, 1970;
- Guan Hanqing - Pavilionul lunii (titlul original: în chineză: 閨怨佳人拜月亭 Guī yuàn jiārén bài yuètíng), piesă de teatru, 1978 (traducere și adaptare radiofonică de Vlaicu Bârna sub titlul Pavilionul de pe malul râului).
- William Shakespeare - Comedii; în românește de Vlaicu Bârna și  Virgil Teodorescu, (vol. 2 : Nevestele vesele din Windsor; Cum vă place). București, Minerva, 1981
- Jorge Icaza - Copiii vîntului, în românește de Vlaicu Bîrna și David Mihail. București : Editura pentru Literatură Universală, 1965;

#### Lucrări publicate în periodice
- Valori românești în univers, in Flacăra, nr. 17, 1973 (Articol dedicat lui Eugen Ionescu)

### Traduceri
- Vlaicu Bârna este unul dintre traducătorii operei lui William Shakespeare.
- Vlaicu Bârna a tradus din Méliusz Jószef[8], Adam Mickiewicz.

## Aprecieri
- La 20 mai 1996 Vlaicu Bârna - fiu al Țării Zarandului - a primit titlul de „Cetățean de Onoare” al Municipiului Brad, „pentru întreaga sa activitate în domeniul literaturii.”

## Varia
- La Festivalul Internațional de Muzică Ușoară Cerbul de Aur desfășurat la Brașov, în anul 1970, Angela Similea câștiga Cerbul de Argint interpretând în concurs două piese, între care, "Marea cântă" de Paul Urmuzescu pe versuri de Vlaicu Bârna.